# Itapiratins
Itapiratins é um município brasileiro do estado do Tocantins. 

## Geografia
Localiza-se a uma latitude 08º23'02" sul e a uma longitude 48º06'41" oeste, estando a uma altitude de 160 metros. Sua população estimada em 2004 era de 3.479 habitantes.